# Eiður Guðjohnsen
Eiður Smári Guðjohnsen (wym. [ˈe:iðʏr ˈsmaurɪ ˈkʏðʝɔnsɛn]; ur. 15 września 1978 w Reykjavíku) – islandzki piłkarz, napastnik.

## Kariera
Guðjohnsen piłkarską karierę rozpoczął w 1993 roku w klubie Valur Reykjavík. Mając szesnaście lat, trafił do holenderskiej drużyny PSV Eindhoven, gdzie zadebiutował w 1995 roku.
24 kwietnia 1996 roku doszło do niecodziennej sytuacji. Podczas towarzyskiego meczu Islandii z Estonią, w drugiej połowie Eidur Guðjohnsen zmienił swojego ojca Arnóra, niegdyś zawodnika RSC Anderlecht. Od 1998 do 2000 roku Guðjohnsen grał w barwach angielskiego klubu Bolton Wanderers. W maju 2000 roku został sprzedany innemu klubowi z Wysp, Chelsea F.C., za 4,5 miliona funtów. Guðjohnsen wielokrotnie zwyciężał w plebiscycie na najlepszego sportowca Islandii.
W 2006 roku przeszedł do Barcelony. Jest on pierwszym Islandczykiem w zespole z Katalonii. Barcelona zapłaciła za niego Chelsea osiem milionów funtów.
31 sierpnia 2009 roku w ostatnim dniu okna transferowego podpisał dwuletni kontrakt z drużyną występującą we francuskiej Ligue 1, AS Monaco.
Po niezbyt udanej rundzie we Francji, 28 stycznia 2010 roku, na zasadzie wypożyczenia przeszedł do klubu występującego w angielskiej Barclays Premier League – Tottenham Hotspur
17 lipca 2011 roku Eidur podpisał 2-letni kontrakt z greckim klubem AEK Ateny.
1 października 2012 roku podpisał kontrakt do końca sezonu z Cercle Brugge. W swoim debiucie 6 października 2012 zawodnik strzelił gola, jednak jego klub przegrał 1:3 z SV Zulte Waregem.
15 stycznia 2013 roku podpisał półtoraroczny kontrakt z lokalnym rywalem swojego byłego klubu – Club Brugge.
W listopadzie 2013 roku, po porażce z Chorwacją w meczu barażowym w ramach kwalifikacji do Mistrzostw Świata w Brazylii Guðjohnsen ogłosił zakończenie reprezentacyjnej kariery. Z 24 trafieniami był wówczas najlepszym strzelcem w historii islandzkiej drużyny narodowej, zaś 78 występów klasyfikowało go na czwartym miejscu pod względem liczby meczów rozegranych w kadrze. W marcu 2015 wrócił do kadry na wygrany 3:0 mecz z Kazachstanem w eliminacjach do Euro 2016, w którym strzelił gola. Grał w reprezentacji narodowej podczas bardzo udanych dla Islandczyków Mistrzostw Europy we Francji w 2016 roku.
Po bardzo udanych dla reprezentacji Islandii ME 2016 zakończył piłkarską karierę.

## Sukcesy
- PSV Eindhoven
  - Mistrzostwo Holandii (1x): 1996/97
  - Puchar Holandii (1x): 1995/96
- Chelsea
  - Mistrzostwo Anglii (2x): 2004/05, 2005/06
  - Tarcza Dobroczynności (1x):' 2005
  - Puchar Ligi (1x): 2005
- FC Barcelona
  - Mistrzostwo Hiszpanii (1x): 2009
  - Puchar Hiszpanii (1x): 2009
  - Superpuchar Hiszpanii (2x): 2006, 2009
  - Liga Mistrzów (1x): 2009
  - Superpuchar Europy (1x): 2009